# Magdalena Banaś
Magdalena Banaś (ur. 7 kwietnia 1973 w Kłodzku) – polska polityk, prawnik, posłanka na Sejm IV kadencji.

## Życiorys
Ukończyła studia na Wydziale Prawa Uniwersytetu Wrocławskiego. W latach 1998–2001 była radną sejmiku dolnośląskiego. Od 1999 należy do Stowarzyszenia „Vox Media” oraz Sojuszu Lewicy Demokratycznej. W latach 2000–2001 pełniła funkcję dyrektora Dolnośląskiego Biura Parlamentarnego SLD.
W wyborach parlamentarnych w 2001 uzyskała mandat poselski z listy Sojuszu Lewicy Demokratycznej – Unii Pracy w okręgu wałbrzyskim (otrzymując 8570 głosów). W wyborach parlamentarnych w 2005 bez powodzenia ubiegała się o reelekcję.